# Festival Internacional de Cine de Cannes de 2023
El 76.º Festival de Cine de Cannes es un festival de cine que se celebró entre el 16 y el 27 de mayo de 2023. El director de cine Ruben Östlund fue el presidente del jurado.
El cartel oficial del festival presentaba a la actriz Catherine Deneuve creada por Lionel Avignon y Stefan de Vivies en Hartland Villa a partir de una foto de Jack Garofalo durante el rodaje de La Chamade (1968). El cartel fue elegido para rendir homenaje a Deneuve por sus contribuciones al cine.
Durante el festival se entregaron dos Palmas de Oro Honoríficas: la primera durante la ceremonia de inauguración a Michael Douglas y la segunda fue concedida con poca antelación a Harrison Ford antes del estreno mundial de Indiana Jones and the Dial of Destiny.
La película inaugural del festival fue Jeanne du Barry, dirigida y protagonizada por Maïwenn. El festival cerró con el largometraje de Pixar Elemental dirigido por Peter Sohn.

## Jurado

### Selección oficial
Largometrajes
- Ruben Östlund, director sueco. Presidente del jurado.[9]
- Maryam Touzani, directora y guionista marroquí
- Denis Ménochet, actor francés
- Rungano Nyoni, directora y guionista zambiana
- Brie Larson, actriz, directora y productora estadounidense
- Paul Dano, actor, guionista y director estadounidense
- Atiq Rahimi, guionista y director afgano
- Damián Szifrón, director y guionista argentino
- Julia Ducournau, directora y guionista francesa

 Un certain regard 
- John C. Reilly, actor estadounidense. Presidente del jurado.
- Alice Winocour, directora y guionista francesa.
- Paula Beer, actriz alemana
- Davy Chou, director y productor camboyano
- Émilie Dequenne, actriz belga

### Cinéfondation y cortometrajes
- Ildikó Enyedi, director y productor húngaro. Presidente del jurado.
- Ana Lily Amirpour, directora y guionista estadounidense.
- Shlomi Elkabetz, director, productor y guionista israelí.
- Charlotte Le Bon, actriz y directora canadiense.
- Karidja Touré, actriz francesa.

### Jurados independientes
Semana de la crítica
- Audrey Diwan, director francés. Presidente del jurado.[10]
- Rui Poças, director de fotografía portugués
- Franz Rogowski, actor alemán
- Meenakshi Shedde, comentarista indio y programador de la Berlinale
- Kim Yutani, director de programación del Sundance Film Festival

Queer Palm
- John Cameron Mitchell, actor, cantante, cantautor, productor y director. Presidente del jurado.
- Louise Chevillotte, actriz francesa.
- Zeno Graton, director belga.
- Isabel Sandoval, directora filipina.
- Cédric Succivalli, comentarista francés y programador de festivales.

L'Œil d'or
- Kirsten Johnson, director, guionista y cinematógrafo estadounidense. Presidente del jurado.
- Sophie Faucher, actriz canadiense.
- Ovidie, actriz francesa, directora y autora.
- Pedro Pimenta, productor mozambiqueño
- Jean-Claude Raspiengeas, crítico francés

## Selección oficial

### Largometrajes
Las siguientes películas fueron seleccionadas para competir por la Palma de Oro al mejor largometraje:
| Título internacional | Título original              | Director(es)           | País de origen                                     |
| -------------------- | ---------------------------- | ---------------------- | -------------------------------------------------- |
| About Dry Grasses    | Kuru Otlar Üstüne            | Nuri Bilge Ceylan      | Turquía, Francia, Alemania, Suecia                 |
| Anatomy of a Fall    | Anatomie d’Une Chute         | Justine Triet          | Francia                                            |
| Asteroid City        | Asteroid City                | Wes Anderson           | Estados Unidos                                     |
| Banel & Adama (CdO)  | Banel et Adama               | Ramata-Toulaye Sy      | Senegal, Malí, Francia                             |
| Black Flies          | Black Flies                  | Jean-Stéphane Sauvaire | Estados Unidos                                     |
| Club Zero            | Club Zero                    | Jessica Hausner        | Austria, Dinamarca, Francia, Alemania, Reino Unido |
| Fallen Leaves        | Kuolleet lehdet              | Aki Kaurismäki         | Finlandia                                          |
| Firebrand            | Firebrand                    | Karim Aïnouz           | Reino Unido                                        |
| Four Daughters       | Les Filles D'olfa            | Kaouther Ben Hania     | Francia, Túnez, Alemania, Arabia Saudita           |
| Homecoming           | Le Retour                    | Catherine Corsini      | Francia                                            |
| Il sol dell'avvenire | Il sol dell'avvenire         | Nanni Moretti          | Italia, Francia                                    |
| Kidnapped            | Rapito                       | Marco Bellocchio       | Italia, Francia, Alemania                          |
| La Chimera           | La Chimera                   | Alice Rohrwacher       | Italia, Francia, Suiza                             |
| Last Summer          | L'été dernier                | Catherine Breillat     | Francia                                            |
| May December         | May December                 | Todd Haynes            | Estados Unidos                                     |
| Monster              | Kaibutsu (怪物)              | Hirokazu Kore-eda      | Japón                                              |
| The Old Oak          | The Old Oak                  | Ken Loach              | Reino Unido, Francia, Bélgica                      |
| Perfect Days         | Perfect Days                 | Wim Wenders            | Alemania, Japón                                    |
| The Pot au Feu       | La Passion de Dodin Bouffant | Tran Anh Hung          | Francia                                            |
| Youth (Spring)       | Shanghai Qingnian            | Wang Bing              | Francia                                            |
| The Zone of Interest | The Zone of Interest         | Jonathan Glazer        | Reino Unido, Polonia, Estados Unidos               |

(CdO) indica a película candidata a la Caméra d'Or como ópera prima.

### Un certain regard
Las siguientes películas fueron seleccionadas para competir en la sección Un Certain Regard:
| Título internacional                   | Título original                        | Director(es)                        | País de origen                                                              |
| -------------------------------------- | -------------------------------------- | ----------------------------------- | --------------------------------------------------------------------------- |
| The Breaking Ice                       | The Breaking Ice                       | Anthony Chen                        | Singapur, China                                                             |
| The Buriti Flower                      | Crowrã                                 | Joao Salaviza y Renée Nader Messora | Brasil, Portugal                                                            |
| The Delinquents                        | Los Delincuentes                       | Rodrigo Moreno                      | Argentina, Luxemburgo, Brasil, Chile                                        |
| Goodbye Julia (CdO)                    | Goodbye Julia (CdO)                    | Mohamed Kordofani                   | Sudán, Suecia, Alemania, Arabia Saudita, Francia, Egipto                    |
| Hopeless (CdO)                         | Hwaran (화란)                          | Kim Chang-Hoon                      | Corea del Sur                                                               |
| How to Have Sex (CdO)                  | How to Have Sex (CdO)                  | Molly Manning Walker                | Reino Unido                                                                 |
| If Only I Could Hibernate (CdO)        | If Only I Could Hibernate (CdO)        | Zoljargal Purevdash                 | Mónaco                                                                      |
| Hounds (CdO)                           | Les Meutes                             | Kamal Lazraq                        | Marruecos, Francia                                                          |
| The Mother of All Lies                 | Kadib Abyad                            | Asmae El Moudir                     | Marruecos, Egipto, Arabia Saudita                                           |
| The Nature of Love                     | Simple Comme Sylvain                   | Monia Chokri                        | Canadá                                                                      |
| The New Boy                            | The New Boy                            | Warwick Thornton                    | Australia, Estados Unidos                                                   |
| Une Nuit                               | Une Nuit                               | Alex Lutz                           | Francia                                                                     |
| Omen (CdO)                             | Augure                                 | Baloji Tshiani                      | Bélgica, República Democrática del Congo, Países Bajos, Alemania, Sudáfrica |
| Only the River Flows                   | Only the River Flows                   | Wei Shujun                          | China                                                                       |
| Le Règne animal (película de apertura) | Le Règne animal (película de apertura) | Thomas Cailley                      | Francia                                                                     |
| Rien à Perdre (CdO)                    | Rien à Perdre (CdO)                    | Delphine Deloget                    | Francia                                                                     |
| Rosalie                                | Rosalie                                | Stéphanie Di Giusto                 | Francia, Bélgica                                                            |
| Salem                                  | Salem                                  | Jean-Bernard Marlin                 | Francia                                                                     |
| The Settlers (CdO)                     | Los colonos                            | Felipe Gálvez                       | Chile, Argentina, Reino Unido, Taiwán, Alemania, Suecia, Francia, Dinamarca |
| Terrestrial Verses                     | Terrestrial Verses                     | Ali Asgari y Alireza Khatami        | Irán                                                                        |

(CdO) indica a película candidata a la Caméra d'Or como ópera prima.

### Cortometrajes
Las siguientes películas fueron seleccionadas entre 4.288 cortometrajes para competir por la Palma de Oro:
| Título internacional                   | Título original                        | Director(es)                         | País de origen    |
| -------------------------------------- | -------------------------------------- | ------------------------------------ | ----------------- |
| 27                                     | 27                                     | Flóra Anna Buda                      | Hungría, Francia  |
| As It Was                              | As It Was                              | Anastasia Solonevych y Damian Kocur  | Polonia, Ucrania  |
| Aunque es de noche                     | Aunque es de noche                     | Guillermo García López               | España, Francia   |
| Basri & Salma in a Never-Ending Comedy | Basri & Salma in a Never-Ending Comedy | Khozy Rizal                          | Estados Unidos    |
| Fár                                    | Fár                                    | Gunnur Martinsdóttir Schlüter        | Islandia          |
| La perra                               | La perra                               | Carla Melo Gampert                   | Colombia, Francia |
| Le Sexe de Ma Mère                     | Le Sexe de Ma Mère                     | Francis Canitrot                     | Francia           |
| Nada de todo esto                      | Nada de todo esto                      | Patricio Martínez y Francisco Canton | Argentina, España |
| Poof                                   | Poof                                   | Margaret Miller                      | Estados Unidos    |
| Tits                                   | Tits                                   | Eivind Landsvik                      | Noruega           |
| Wild Summon                            | Wild Summon                            | Karni Arieli y Saul Freed            | Reino Unido       |

### Fuera de competencia
Las siguientes películas fueron seleccionadas para ser proyectadas fuera de competencia:
| Título internacional                   | Título original                        | Director(es)     | País de origen |
| -------------------------------------- | -------------------------------------- | ---------------- | -------------- |
| Cobweb                                 | Geomijib (거미집)                      | Kim Jee-woon     | Corea del Sur  |
| Elemental                              | Elemental                              | Peter Sohn       | Estados Unidos |
| Indiana Jones and the Dial of Destiny  | Indiana Jones and the Dial of Destiny  | James Mangold    | Estados Unidos |
| Los asesinos de la luna                | Killers of the Flower Moon             | Martin Scorsese  | Estados Unidos |
| Jeanne du Barry (película de apertura) | Jeanne du Barry (película de apertura) | Maïwenn          | Francia        |
| L'Abbé Pierre – Une Vie de Combats     | L'Abbé Pierre – Une Vie de Combats     | Frédéric Tellier | Francia        |
| Series                                 |                                        |                  |                |
| The Idol                               | The Idol                               | Sam Levinson     | Estados Unidos |
| Proyecciones de medianoche             |                                        |                  |                |
| Acide                                  | Acide                                  | Just Philippot   | Francia        |
| Hypnotic                               | Hypnotic                               | Robert Rodriguez | Estados Unidos |
| Kennedy                                | Kennedy                                | Anurag Kashyap   | India          |
| Omar La Fraise                         | Omar La Fraise                         | Elias Belkeddar  | Francia        |
| Project Silence                        | Project Silence                        | Kim Tae-gon      | Corea del Sur  |

### Cannes Premiere
Las siguientes películas fueron seleccionadas para ser proyectadas en la sección Cannes Premiere:
| Título internacional     | Título original          | Director(es)      | País de origen                                               |
| ------------------------ | ------------------------ | ----------------- | ------------------------------------------------------------ |
| Along Came Love          | Le Temps d'aimer         | Katell Quillévéré | Francia                                                      |
| Bonnard, Pierre & Marthe | Bonnard, Pierre & Marthe | Martin Provost    | Francia                                                      |
| Close Your Eyes          | Cerrar los ojos          | Víctor Erice      | España, Argentina                                            |
| Eureka                   | Eureka                   | Lisandro Alonso   | Argentina, Francia, Alemania, Portugal, México, Países Bajos |
| Just The Two of Us       | L'Amour et Les Forêts    | Valérie Donzelli  | Francia                                                      |
| Kubi                     | Kubi                     | Takeshi Kitano    | Japón                                                        |
| Lost In the Night        | Perdidos en la Noche     | Amat Escalante    | México, Países Bajos, Alemania                               |

### Cortometrajes
- Funny Wars de Jean-Luc Godard ( Francia)[11]
- Extraña forma de vida de Pedro Almodóvar ( España)[12]
- Filles de Feu de Pedro Costa ( Portugal)

## Secciones paralelas

### Quincena de Realizadores
Las siguientes películas fueron seleccionadas para ser proyectadas en la Quincena de Realizadores:

#### En competición
| Título internacional                                           | Título original                                                | Director(es)                     | País de origen                        |
| -------------------------------------------------------------- | -------------------------------------------------------------- | -------------------------------- | ------------------------------------- |
| Agra                                                           | Agra                                                           | Kanu Behl                        | India                                 |
| Blackbird Blackbird Blackberry                                 | Blackbird Blackbird Blackberry                                 | Elene Naveriani                  | Suiza, Alemania, Georgia              |
| The Book of Solutions                                          | The Book of Solutions                                          | Michel Gondry                    | Francia                               |
| Creatura                                                       | Creatura                                                       | Elena Martín Gimeno              | España                                |
| Déserts                                                        | Déserts                                                        | Faouzi Bensaïdi                  | Marruecos, Francia, Alemania, Bélgica |
| The Feeling That The Time For Doing Something Has Passed (CdO) | The Feeling That The Time For Doing Something Has Passed (CdO) | Joanna Arnow                     | Estados Unidos                        |
| The Goldman Case                                               | The Goldman Case                                               | Cédric Kahn                      | Francia                               |
| Grace (CdO)                                                    | Grace (CdO)                                                    | Ilya Povolotsky                  | Rusia                                 |
| In Flames                                                      | In Flames                                                      | Zarrar Kahn                      | Canadá, Pakistán                      |
| In Our Day                                                     | 우리의 하루                                                    | Hong Sang-soo                    | Corea del Sur                         |
| Inside the Yellow Cocoon Shell (CdO)                           | Inside the Yellow Cocoon Shell (CdO)                           | Pham Thien An                    | Vietnam, Singapur, Francia            |
| Légua                                                          | Légua                                                          | Filipa Reis y João Miller Guerra | Portugal, Francia, Italia             |
| Mambar Pierrette                                               | Mambar Pierrette                                               | Rosine Mbakam                    | Camerún                               |
| The Other Laurens                                              | The Other Laurens                                              | Claude Schmitz                   | Francia                               |
| A Prince                                                       | A Prince                                                       | Pierre Creton                    | Francia                               |
| Riddle of Fire (CdO)                                           | Riddle of Fire (CdO)                                           | Weston Razooli                   | Estados Unidos                        |
| She Is Conann                                                  | She Is Conann                                                  | Bertrand Mandico                 | Bélgica, Francia, Luxemburgo          |
| A Song Sung Blue (CdO)                                         | A Song Sung Blue (CdO)                                         | Zihan Geng                       | China                                 |
| The Sweet East (CdO)                                           | The Sweet East (CdO)                                           | Sean Price Williams              | Estados Unidos                        |

(CdO) indica a película candidata a la Caméra d'Or como ópera prima.

#### Proyecciones especiales
| Título internacional | Título original  | Director(es)       | País de origen           |
| -------------------- | ---------------- | ------------------ | ------------------------ |
| Abraham's Valley     | Abraham's Valley | Manoel de Oliveira | Portugal, Francia, Suiza |

### Semana de la Crítica
Las siguientes películas fueron elegidas para ser proyectadas en la Semana de la Crítica:

#### En competición
| Título internacional          | Título original               | Director(es)      | País de origen                                                               |
| ----------------------------- | ----------------------------- | ----------------- | ---------------------------------------------------------------------------- |
| Il Pleut Dans La Maison (CdO) | Il Pleut Dans La Maison (CdO) | Paloma Sermon-Daï | Bélgica, Francia                                                             |
| Inshallah A Boy (CdO)         | Inshallah A Boy (CdO)         | Amjad Al Rasheed  | Jordania, Arabia Saudita, Catar, Francia                                     |
| Lost Country                  | Lost Country                  | Vladimir Perišić  | Francia, Serbia, Luxemburgo, Croacia                                         |
| Power Alley (CdO)             | Levante                       | Lillah Halla      | Brasil, Francia, Uruguay                                                     |
| Le Ravissement (CdO)          | Le Ravissement (CdO)          | Iris Kaltenbäck   | Francia                                                                      |
| Sleep (CdO)                   | Jam                           | Jason Yu          | Corea del Sur                                                                |
| Tiger Stripes (CdO)           | Tiger Stripes (CdO)           | Amanda Nell Eu    | Malasia, Taiwán, Singapur, Francia, Alemania, Países Bajos, Indonesia, Catar |

(CdO) indica a película candidata a la Caméra d'Or como ópera prima.

#### Proyecciones especiales
| Título internacional               | Título original                    | Director(es)                | País de origen   |
| ---------------------------------- | ---------------------------------- | --------------------------- | ---------------- |
| Anna Gloria (película de apertura) | Anna Gloria (película de apertura) | Marie Amachoukeli           | Francia          |
| The (Exp)erience Of Love           | Le Syndrome Des Amour Passés       | Ann Sirot y Raphaël Balboni | Bélgica, Francia |
| No Love Lost (closing film)        | La Fille de Son Père               | Erwan Le Duc                | Francia          |
| Vincent Must Die (CdO)             | Vincent Must Die (CdO)             | Stéphan Castang             | Francia          |

(CdO) indica a película candidata a la Caméra d'Or como ópera prima.

## Premios

### Secciones oficiales
Palma de Oro
- Mejor película: Anatomy of a Fall, de Justine Triet ( Francia)
- Gran Premio del Jurado: The Zone of Interest, de Jonathan Glazer ( Reino Unido)
- Premio del Jurado: Fallen Leaves, de Aki Kaurismäki ( Finlandia)
- Mejor dirección: Trần Anh Hùng por The Pot au Feu ( Francia)
- Mejor guion: Hirokazu Koreeda por Monster ( Japón)
- Mejor actriz: Merve Dizdar por About Dry Grasses ( Turquía)
- Mejor actor: Kōji Yakusho por Perfect Days ( Japón)

Un Certain Regard
- Mejor película: How to Have Sex, de Molly Manning Walker ( Reino Unido)
- Premio del jurado: Hounds, de Kamal Lazraq ( Marruecos)
- Mejor director: Asmae El Moudir por The Mother of All Lies ( Marruecos)
- Mejor reparto: The Buriti Flower ( Brasil)
- Premio de la Nueva Voz: Omen, de Baloji Tshiani ( Bélgica)
- Premio de la Libertad: Goodbye Julia, de Mohamed Kordofani ( Sudán)

### Secciones paralelas
Quincena de Realizadores
- Mejor película: Creatura, de Elena Martín Gimeno ( España)

Semana de la Crítica
- Mejor película: Tiger Stripes, de Amanda Nell Eu ( Malasia)

### Galardones extraoficiales
Premio FIPRESCI
- Mejor película en sección oficial: The Zone of Interest, de Jonathan Glazer ( Reino Unido)
- Mejor película en Un Certain Regard: The Settlers, de Felipe Gálvez ( Chile)
- Mejor ópera prima en sección paralela: Power Alley, de Lillah Halla ( Brasil)

Cámara de Oro
- Mejor ópera prima en todo el festival: Inside the Yellow Cocoon Shell de Pham Thien An ( Vietnam)